# Perry Friedman
Perry Friedmam (Brooklyn, 15 maggio 1968 – New York, 21 gennaio 2024) è stato un giocatore di poker statunitense, vincitore del torneo $1,500 Limit Omaha Hi-Low Split-8 or Better alle World Serie of Poker del 2002 e del relativo braccialetto.

## World Series of Poker
Friedman arrivò a premio 29 volte alle WSOP, vincendo nel 2002 il torneo $1,500 Limit Omaha Hi-Lo Split-8 or Better e guadagnando $176,860.
Si qualificò ad altri cinque tavoli finali, classificandosi terzo nel torneo $2,500 Seven-Card stud alle WSOP del 2000 vinto da Chris Ferguson, quarto alle WSOP del 2002 nel torneo $2,000 S.H.O.E. vinto da Phil Ivey, terzo alle WSOP del 2005 nel torneo $2,000 No Limit Hold'em vinto da Erik Seidel, settimo alle WSOP del 2007 nel torneo $3000 No Limit Hold'em vinto da Shankar Pillai e quarto alle WSOP del 2012 nel torneo $5,000 Seven-Card stud vinto da John Monnette.

### Braccialetti delle WSOP
| Anno | Evento                                      | Premio   |
| ---- | ------------------------------------------- | -------- |
| 2002 | $1,500 Limit Omaha Hi-Low Split-8 or Better | $176,860 |

## Altri eventi di poker
Al World Poker Tour Legends of Poker del 2004, Friedman sfiorò il tavolo finale, uscendo al 9º posto per $49,575.
Al 2015, il totale delle sue vincite nei tornei live superavano i $882,000, di cui $802,228, grazie ai suoi 29 piazzamenti a premio alle WSOP.